# Suillaceae
Famille
Les Suillaceae (Suillacées) sont une famille de champignons basidiomycètes de l’ordre des Boletales. Elle est caractérisée par un sporophore dont l'hyménophore porte des tubes souvent protégé par un voile partiel.

## Liste des genres
Selon Catalogue of Life (2 novembre 2013) :
- genre Boletinus
- genre Fuscoboletinus
- genre Gastrosuillus
- genre Psiloboletinus
- genre Suillus
- genre Truncocolumella

Selon NCBI (2 novembre 2013) :
- genre Suillus